# 2677 Joan
2677 Joan este un asteroid din centura principală, descoperit pe 25 martie 1935 de Margueritte Laugier.